# Kosmos (czasopismo)
Kosmos – czasopismo Polskiego Towarzystwa Przyrodników im. Kopernika. 
Wydawanie rozpoczęto w 1876 we Lwowie. W ramach poszczególnych roczników "Kosmosu" materiał  drukowano w działach: 1 — rozprawy naukowe, 2 — kronika naukowa, 3 — kronika towarzystw naukowych (w tym także dane o organizacjach działających za granicą), 4 — artykuły okolicznościowe, 5 — piśmiennictwo, 6 — wiadomości bieżące. W zasadzie taki podział utrzymano także w przyszłości i w dużym stopniu decydowało to o atrakcyjności miesięcznika (później kwartalnika).  
Zmieniano jednak formę przekazu, wprowadzając na przykład w okresie międzywojennym od 1927 do 1948 dwie równolegle ogłaszane serie, z których pierwsza Seria A (prace oryginalne); drukowała niemal wyłącznie rozprawy a druga Seria B (prace przeglądowe). Wynikało to z zapotrzebowania społecznego któremu PTP im. Kopernika chciało sprostać. W 1928 roku rocznik 53 przekroczył 1600 stron w dwóch seriach, mimo iż wówczas przyrodnicy nie mieli kłopotów z ogłaszaniem swych prac w periodykach geologicznych, botanicznych i zoologicznych.  
Atrakcyjność "Kosmosu" jako czasopisma naukowego i upowszechniającego wiedzę decydowała, że nawet byli zesłańcy na Syberię, gdy podczas drugiej wojny światowej znaleźli się w oddziałach polskich w Palestynie, podjęli skuteczne działania na rzecz reaktywowania PTP im. Kopernika, łącznie z ogłaszaniem swoich spostrzeżeń przyrodniczych. 
Czasopismo wydawane jest nieprzerwanie do dziś – obecnie przez Polskie Towarzystwo Przyrodników im. Kopernika z siedzibą w Krakowie, przy czym redakcja znajduje się w Warszawie. Aktualne numery są dostępne w wydaniu internetowym.